# Cryptosara caritalis
Cryptosara caritalis is een vlinder van de familie van de grasmotten (Crambidae). De wetenschappelijke naam van deze soort is voor het eerst voorgesteld als Scopula caritalis door Francis Walker in een publicatie uit 1859.
De soort komt voor in Mali, Sierra Leone, Liberia, Ghana, Togo, Kameroen, Congo-Brazzaville, Congo-Kinshasa en Mauritius.